# Lambert's Cove Beach

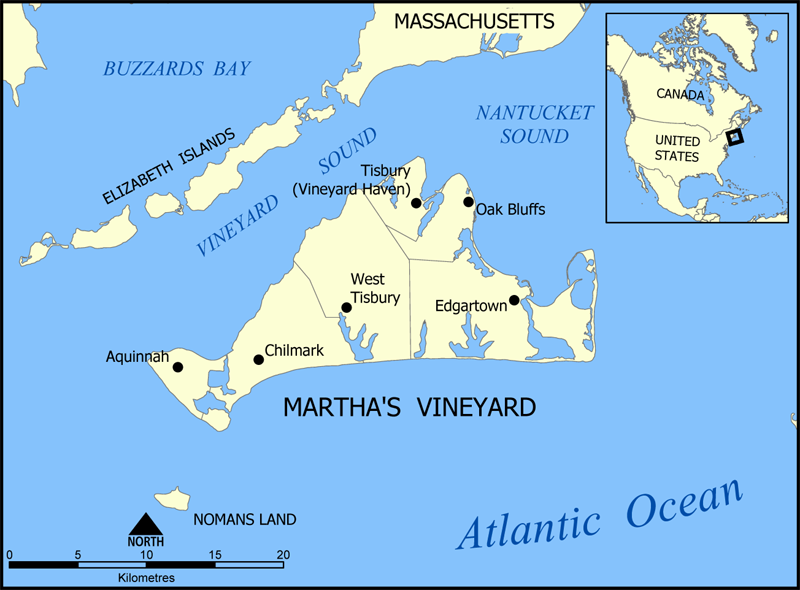
Martha's Vineyard

Lambert's Cove Beach es una conocida playa en el área de West Tisbury, en la isla de Martha's Vineyard, Massachusetts, Estados Unidos. La playa se encuentra junto a la carretera de Lambert's Cove, y se sitúa en una ensenada al lado de Vineyard Sound, apuntando hacia el oeste de las islas Elizabeth. Es conocido principalmente por la belleza de su playa y el entorno, que recuerda a una ensenada del Caribe.
El estacionamiento en la playa es limitado, y durante la temporada de verano sólo los residentes y visitantes alojados en la villa de West Tisbury tienen permitido usar la playa. Esto creó una cantidad comprensible de disensión en la isla. La política de West Tisbury para la playa de Lambert's Cove había sido etiquetada como un «apartheid de la playa» en el periódico local, The Marta's Vineyard Times, en una carta publicada en la página editorial.[cita requerida]